# Kärkeluoppal (Jukkasjärvi socken, Lappland, 758969-166208)
Kärkeluoppal är en sjö i Kiruna kommun i Lappland och ingår i Torneälvens huvudavrinningsområde. Sjön har en area på 0,762 kvadratkilometer och ligger 509 meter över havet. Kärkeluoppal ligger i Torneträsk-Soppero fjällurskog Natura 2000-område. Sjön avvattnas av vattendraget Ripasätno.

## Delavrinningsområde
Kärkeluoppal ingår i det delavrinningsområde (758809-166142) som SMHI kallar för Utloppet av Kärkeluoppal. Medelhöjden är 636 meter över havet och ytan är 7,6 kvadratkilometer. Räknas de 3 avrinningsområdena uppströms in blir den ackumulerade arean 93,99 kvadratkilometer. Ripasätno som avvattnar avrinningsområdet har biflödesordning 2, vilket innebär att vattnet flödar genom totalt 2 vattendrag innan det når havet efter 461 kilometer. Avrinningsområdet består mestadels av skog (43 procent) och kalfjäll (44 procent). Avrinningsområdet har 0,76 kvadratkilometer vattenytor vilket ger det en sjöprocent på 10,1 procent.